# Yaylagül, Sarıkaya
Yaylagül là một xã thuộc huyện Sarıkaya, tỉnh Yozgat, Thổ Nhĩ Kỳ. Dân số thời điểm năm 2010 là 43 người.